# Cheilotrichia (Empeda) abitaguai
Cheilotrichia (Empeda) abitaguai is een tweevleugelige uit de familie steltmuggen (Limoniidae). De soort komt voor in het Neotropisch gebied.